# Мезенское городское поселение
Мезе́нское городско́е поселе́ние или муниципальное образование «Мезенское» — упразднённое муниципальное образование со статусом городского поселения в Мезенском муниципальном районе Архангельской области Российской Федерации.
Соответствует административно-территориальным единицам в Мезенском районе — городу районного значения Мезень и Лампоженскому сельсовету (с центром в деревне Лампожня). 
Административный центр — город Мезень.

## География
Мезенское городское поселение находится в северной части Мезенского муниципального района, на правом берегу Мезени и Конушинском берегу Мезенской губы Белого моря. Также в поселении выделяются реки: Сёмжа, Пыя. На севере граничит с Заполярным районом Ненецкого автономного округа, на юге — с Дорогорским сельским поселением, на западе, на левом берегу Мезени, находится Каменское городское поселение. В районе Заакакурья зафиксирована самая северная стабильная колония грача в Архангельской области.

## История
Муниципальное образование было образовано в 2006 году.

## Население
| 2010  | 2011  | 2012  | 2013  | 2014  | 2015  |
| ----- | ----- | ----- | ----- | ----- | ----- |
| 3876  | ↗3900 | ↘3782 | ↘3714 | ↘3632 | ↘3631 |
| 2016  | 2017  | 2018  | 2019  | 2020  | 2021  |
| ↘3610 | ↘3568 | ↘3530 | ↘3508 | ↘3462 | ↘3044 |

В 2005 году было 4128 человек.

## Состав городского поселения
В состав городского поселения входят 6 населённых пунктов.
- Бор
- Заакакурье
- Заозерье
- Лампожня
- Мезень
- Сёмжа

## Известные уроженцы
- Кузин, Владимир Семёнович — лыжник, Олимпийский чемпион